# Palazzina Paradisiello
Die Palazzina Paradisiello ist ein Palast aus den 1900er-Jahren im Viertel Chiaia in Neapel in der italienischen Region Kampanien. Er liegt in der Via del Parco Margherita, 36.

## Geschichte und Beschreibung
Der Palast ist eines der signifikantesten Beispiele des Jugendstils in Neapel. Germano Ricciardi ließ ihn 1909 nach Plänen des bekannten Architekten Giulio Ulisse Arata aus Piacenza errichten.
An dem Gebäude sind Elemente der neapolitanischen Architekturtradition mit denen aus dem 19. Jahrhundert gemischt.
Herausragende Elemente des Gebäudes sind die „Leichtigkeit“ der Räumlichkeiten und die Eleganz.